# Дубровский, Давид Израилевич
Дави́д Изра́илевич Дубро́вский (род. 3 марта 1929 года, Орехов) — советский и российский философ и психолог, специалист в области философии сознания. Доктор философских наук (1969), профессор (1973).

## Биография
Родился 3 марта 1929 года в городе Орехов (ныне Запорожской области).
Участвовал в Великой Отечественной войне. После войны возвратился в Мелитополь, где жила его семья, и работал на заводе.
Окончил философский факультет Киевского национального университета имени Тараса Шевченко.
В 1952—1957 годах работал в средней школе г. Донецка.
В 1957—1970 годах работал на кафедре философии Донецкого медицинского института.
В 1962 году в Киевском университете защитил диссертацию на соискание учёной степени кандидата философских наук по теме «Об аналитическо-синтетическом характере отражательной деятельности мозга».
В 1969 году в Ростовском государственном университете защитил диссертацию на соискание учёной степени доктора философских наук «Философский анализ психофизиологической проблемы».
С 1970 года в Москве.
В 1971—1987 годах — профессор философского факультета МГУ им. М. В. Ломоносова.
В 1987—1988 годах — ведущий научный сотрудник ИИЕТ АН СССР.
С 1988 года — ведущий научный сотрудник ИФ РАН.
Заместитель Председателя научного Совета РАН по методологии искусственного интеллекта.
Член редакционных коллегий журналов:
- «Философские науки» (1971—1991),
- «Российский психоаналитической вестник» (с 1991),
- «Полигнозис» (с 1999),
- «Эпистемология и философия науки»[7].

Опубликовал 10 книг и более 250 статей по проблеме сознания, эпистемологии и методологии науки, психофизиологической проблеме, феноменологии субъективной реальности, её ценностно-смысловых и интенционально-волевых структур, соотношению сознания и бессознательного, философскому анализу феноменов обмана и самообмана, философии и психологии восточных единоборств.

## Научная деятельность
Научные интересы связаны с проблемой сознания. Концепция субъективной реальности, предложенная Дубровским, вызвала знаменитый спор с философом Э. В. Ильенковым о природе идеального. С начала 1960-х годов разрабатывал информационный подход к проблеме сознания и мозга, в результате чего было предложено теоретическое решение основных вопросов «трудной проблемы сознания». Разрабатывал также актуальные проблемы эпистемологии, философские вопросы психорегуляции в западной и восточной культурах. Ряд работ посвящён биосоциальной проблематике, вопросам антропотехнологической эволюции и глобального кризиса земной цивилизации, проблемам самопознания и самопреобразования личности.

### Спор с Эвальдом Ильенковым
В 1968 году Давид Дубровский опубликовал в журнале «Вопросы философии» статью «Мозг и психика», в которой подверг критике ряд положений Ф. Т. Михайлова и Э. В. Ильенкова по двум главным вопросам.
Во-первых, выдвинутое Феликсом Михайловым в книге «Загадка человеческого Я» положение о том, что психофизиологическая проблема является «пережитком позитивизма», «псевдопроблемой», которая «возможна лишь на фундаменте вульгарного материализма». Сама её постановка, утверждал он, нелепа: «Физиологические процессы неадекватны даже элементарному психическому акту ощущения или восприятия». Дубровский возразил, что такая позиция, поддерживаемая Эвальдом Ильенковым, игнорирует выдающиеся результаты нейрофизиологических исследований психических явлений, начиная с работ Сеченова и Павлова; он отмечал, что на современном уровне научного знания психофизиологическая проблема выступает «как задача исследования нейродинамического кода субъективных явлений, как задача познания специфических закономерностей информационных процессов в головном мозгу человека».
Во-вторых, другим принципиальным вопросом статьи Дубровского являлась критика категорического отрицания Ильенковым и Михайловым роли генетических факторов в формировании личности. Тем самым, по мнению Дубровского, эти философы целиком игнорировали обширные и хорошо обоснованные данные генетики. Ильенков утверждал, что все люди имеют одинаковые исходные возможности для развития своих способностей. «От рождения все люди равны». Все зависит от социальных условий, от воспитания и образования. В своей статье «Психика и мозг (ответ Д. И. Дубровскому)» он заявил, что все зависит исключительно от социальных факторов «на все 100 %, а не на 90 и даже не на 99 %».
Обвиняя Дубровского в «биологизаторстве», Ильенков следующим образом интерпретировал его позицию: поскольку наши интеллектуальные способности и склонности определяются строением мозга, наука со временем должна научиться составлять индивидуальный «генетический гороскоп» для каждого ребёнка. Ильенков заявил, что это положение являются научно несостоятельными, более того, оно ведёт к превращению нейрофизиологии в орудие селекции детей и к построению общества по модели Олдоса Хаксли в «Прекрасном новом мире», а не коммунистического общества по модели Маркса и Ленина.
В дальнейшем центр дискуссии сместился к проблеме идеального. В статье «Мозг и психика» Дубровский выдвинул концепцию «субъективной реальности», которая основывалась на логическом соотношении понятия «субъективной реальности» с понятием «объективной реальности» и, соответственно, «идеального» и «материального». Она подвергалась в течение последующих лет жесткой критике Ильенковым и его сторонниками, а также рядом философов, которые занимают иные позиции. Концепция Дубровского развивалась автором в последующие годы и наиболее полно представлена в его книге «Проблема идеального».

### Информационный подход к проблеме «сознание и мозг»
Давид Дубровский с начала 1960-х годов разрабатывает собственную теорию, направленную на решение психофизиологической проблемы. В качестве связующего звена между понятиями материи и сознания он предлагает использовать понятие информации. По его мнению, это позволяет теоретически корректно решить главный вопрос о связи явлений субъективной реальности (которым нельзя приписывать физические свойства) с мозговыми процессами и объяснить психическую причинность. С опорой на результаты нейронаучных исследований Дубровский анализирует и выясняет особенности связи явления субъективной реальности с его нейродинамическим носителем, и на этой основе им ставятся и разрабатываются теоретические вопросы расшифровки мозговых кодов психических явлений, то есть того направления современной нейронауки, которое именуется «Чтением мозга» (в XXI в. оно достигло значительных результатов).
Дубровский занимает особую позицию по поводу центральной проблемы современной аналитической философии — трудной проблемы сознания. Подавляющее большинство философов и учёных, рассматривающих данную проблему, придерживаются одного из трёх подходов:
- отрицание её существования;
- признание невозможности её решения;
- признание возможности её решения с использованием существующих философских и/или научных методов либо с использованием философских и/или научных методов, которые ещё предстоит создать.

Дубровский входит в крайне немногочисленную группу исследователей, утверждающих, что данная проблема в принципе решена. При этом он полагает, что её основные вопросы решены в рамках разработанной им информационной концепции. Знакомые с данной концепцией исследователи (включая автора термина «трудная проблема сознания» Дэвида Чалмерса) признают, что она оригинальна и конкурентоспособна, но не согласны с претензией Дубровского на решение трудной проблемы сознания. Предложенная им теория систематично, по пунктам изложена в его книге «Проблема „Сознание и мозг“: Теоретическое решение» и потому, по оценке Дубровского, удобна для критического анализа.

## Общественная деятельность
Основатель и председатель Всероссийского центра изучения восточных единоборств (1987), последователь стиля карате Уэти-рю. По словам Дубровского, создание Центра восточных единоборств при Философском обществе СССР в условиях, когда за занятия каратэ в Советском Союзе было предусмотрено уголовное наказание в виде лишения свободы на срок до пяти лет, стало возможным благодаря поддержке высокопоставленного партийного и научного деятеля Ивана Фролова.

## Основные работы
- Дубровский Д. И. «Психические явления и мозг: философский анализ проблемы в связи с актуальными задачами нейрофизиологии, психологии и кибернетики», 1971.
- Дубровский Д. И. «Информация, сознание, мозг», 1980.
- Дубровский Д. И. «Проблема идеального» (1983; второе, дополненное издание, 2002).
- Дубровский Д. И. «Обман. Философско-психологический анализ», 1994.
- Дубровский Д. И. «Сознание, мозг, искусственный интеллект», 2007.
- Дубровский Д. И. «Проблема „Сознание и мозг“. Теоретическое решение», 2015.
- Дубровский Д. И. «Проблема сознания. Теория и критика альтернативных концепций», 2018.